# Тинчеров Амін Халілович
Амін Халілович Тинчеров (1907, с. Бастаново, Єлатомського повіту Тамбовської губернії, Російська імперія — 1980, м. Казань, ТАРСР, РРФСР, СРСР) — радянський татарський державний та політичний діяч. Воєначальник. Член РКП(б) з 1928 року.

## Біографія
1929 року закінчив Рязанську радянську партійну школу, а 1932 року — Татарський комуністичний університет, пізніше — Червонопрапорну військово-повітряну академію ВПС (1955).
У 1924—1926 рр. працював секретарем комсомольського осередку с. Бастаново; інструктором Сасовського волосного комітету ВЛКСМ Рязанської губернії.
У 1927—1928 рр. завідував хатою-читальнею.
З 1932 року — на партійній роботі: інструктор агітаційно-масового відділу Татарського обкому ВКП (б) (1932—1933); заступник начальника політвідділу Первомайської МТС ТАРСР (1933—1935); заступник секретаря Дуб'язського райкому ВКП (б) ТАРСР (1935—1936); другий секретар Чистопольського райкому ВКП(б) ТАРСР (1936—1937); перший секретар Таканіського райкому ВКП (б) ТАРСР (1937—1938)
З 1938 по 1940 р. — Голова Ради народних комісарів Татарської АРСР.
Під час Великої Вітчизняної війни — полковник, відповідальний секретар парткомісії 4-ї Окремої армії, військовий комісар, заступник начальника з політичної частини Управління тилу Волховського фронту, член військової ради 8-ї армії Волховського військового округу (1941—1946).
У 1947—1959 рр. — заступник начальника Тилу Управління тилу авіації дальньої дії СРСР з політичної частини, заступник начальника Головного військового аеродрому ВПС Радянської Армії з політичної частини.
З 1959 року — у відставці.
У 1961—1970 рр. — заступник відповідального редактора рекламних видань міністерства зовнішньої торгівлі СРСР.
Був обраний делегатом Верховної Ради РРФСР I скликання від Татарської АРСР (1938—1947), на першому засіданні 15 липня 1938 року був обраний заступником голови ВР РРФСР.